# Calacoto
Calacoto ist eine Ortschaft im Departamento La Paz im südamerikanischen Andenstaat Bolivien.

## Lage im Nahraum
Calacoto liegt in der Provinz Pacajes und ist zentraler Ort im Cantón Calacoto und im Municipio Calacoto. Die Ortschaft liegt auf einer Höhe von 3822 m am linken, nördlichen Ufer des Río Desaguadero, etwa 75 Kilometer Luftlinie südöstlich des Titicacasees.

## Geografie
Calacoto liegt auf dem bolivianischen Altiplano zwischen den Anden-Gebirgsketten der Cordillera Occidental im Westen und der Cordillera Central im Osten. Das Klima der Region ist ein typisches Tageszeitenklima, bei dem die mittleren täglichen Temperaturschwankungen stärker ausfallen als die jahreszeitlichen Temperaturschwankungen.
Die mittlere Jahrestemperatur der Region liegt bei 8 bis 9 °C (siehe Klimadiagramm Callapa), die Monatsdurchschnittstemperaturen schwanken nur unwesentlich zwischen 5 °C im Juni/Juli und gut 10 °C von November bis März. Der Jahresniederschlag beträgt etwa 400 mm, die Monatsniederschläge liegen zwischen unter 25 mm von April bis Oktober und erreichen nur im Januar einen Wert von 100 mm.

## Verkehrsnetz
Calacoto liegt in einer Entfernung von 157 Straßenkilometern südwestlich von La Paz, der Hauptstadt des gleichnamigen Departamentos.
Von La Paz aus führt die Nationalstraße Ruta 2 bis El Alto, von dort die Ruta 19 in südwestlicher Richtung über Viacha bis Caquiaviri und weiter nach Charaña an der chilenischen Grenze. Von Caquiaviri führt eine unbefestigte Straße über 30 Kilometer in südöstlicher Richtung bis Coro Coro und von dort führt eine weitere Landstraße 26 Kilometer nach Südwesten bis Calacoto.

## Bevölkerung
Die Einwohnerzahl der Ortschaft ist in den zwei Jahrzehnten zwischen den drei letzten publizierten Volkszählungen um die Hälfte angestiegen:
| Jahr | Einwohner | Quelle       |
| ---- | --------- | ------------ |
| 1992 | 219       | Volkszählung |
| 2001 | 279       | Volkszählung |
| 2012 | 337       | Volkszählung |
| 2024 |           | Volkszählung |

Die Region weist einen hohen Anteil an Aymara-Bevölkerung auf, im Municipio Calacoto sprechen 93,1 Prozent der Bevölkerung Aymara.